# Amphithéâtre romain de Purpan-Ancely
Pour les articles homonymes, voir Amphithéâtre romain et Arène (homonymie).
L'amphithéâtre romain de Purpan-Ancely est un site archéologique qui conserve les ruines d'un amphithéâtre romain, construit au milieu du Ier siècle, à proximité d'une petite agglomération rurale proche de l'importante cité gallo-romaine de Tolosa. Il se trouve aujourd'hui au carrefour de l'avenue du Professeur-Guy-Espagno et de l'avenue des Arènes-Romaines, entre les quartiers de Purpan et d'Ancely, à l'ouest de Toulouse. Il est classé monument historique depuis le 23 octobre 1974 et placé sous la responsabilité du musée Saint-Raymond de Toulouse. C'est l'un des seuls édifices romains pratiquement entiers de Toulouse.

## Histoire

### Construction et agrandissement
La date de la construction de l'édifice ne peut être connue que par le biais du matériel archéologique, en l'absence de sources textuelles. Plusieurs objets sont ainsi datés de la moitié du Ier siècle de notre ère, et indiquent une construction probable entre l'an 40 et l'an 50 sous le règne de l'empereur Claude.  
La cavea est agrandie au IIIe siècle, et des murs rayonnants longs de 7 mètres sont élevés dans l'axe des vomitoires. Cet agrandissement permet d'augmenter la capacité d'accueil de 7 000 à 12 000 spectateurs.
Les agrandissements du IIIe siècle sont supprimés avant le deuxième quart du IVe siècle, peut-être en raison d'un écroulement ayant entraîné la suppression totale de la structure récente.

### L'amphithéâtre après l'Antiquité
L'amphithéâtre est abandonné dès le Ve siècle. Au XVIe siècle, il est désigné sur le cadastre comme « aire de la tuilerie contentieuse », ce qui indique que les briques étaient pillées par les habitants du voisinage. Il sert également de zone agricole.  
Propriété du prieuré de la Daurade depuis au moins le XIIIe siècle, il est vendu à un acheteur inconnu à la suite de la Révolution française. Acheté par la ville de Toulouse en 1962, il est classé aux monuments historiques en 1974. Au cours du XXe siècle, l'amphithéâtre sert de décharge sauvage avant son nettoyage au début des années 1980. Il est accessible au public depuis les années 1980. 

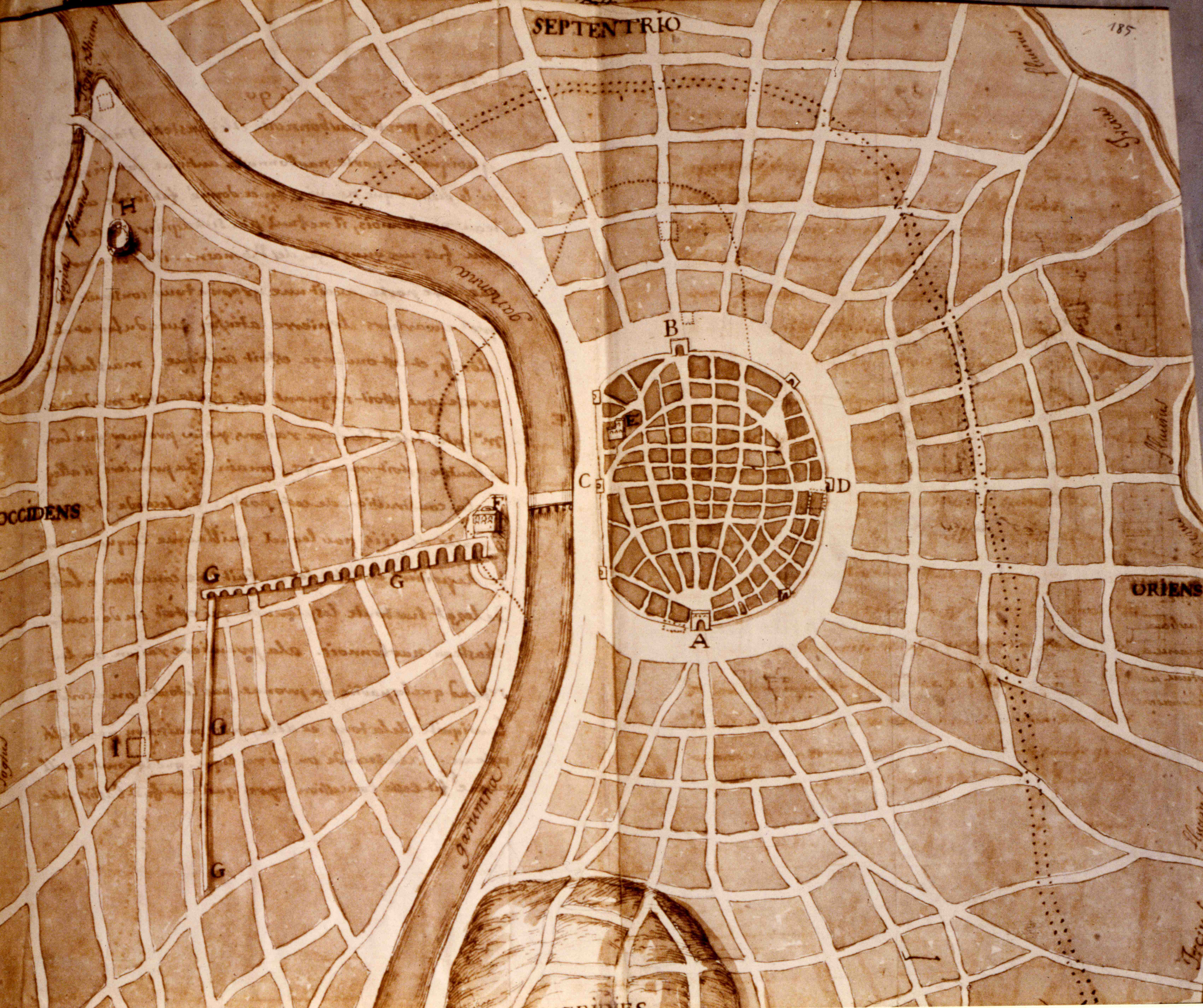
Plan du XVIIe siècle situant l’amphithéâtre (H) par rapport à la ville antique
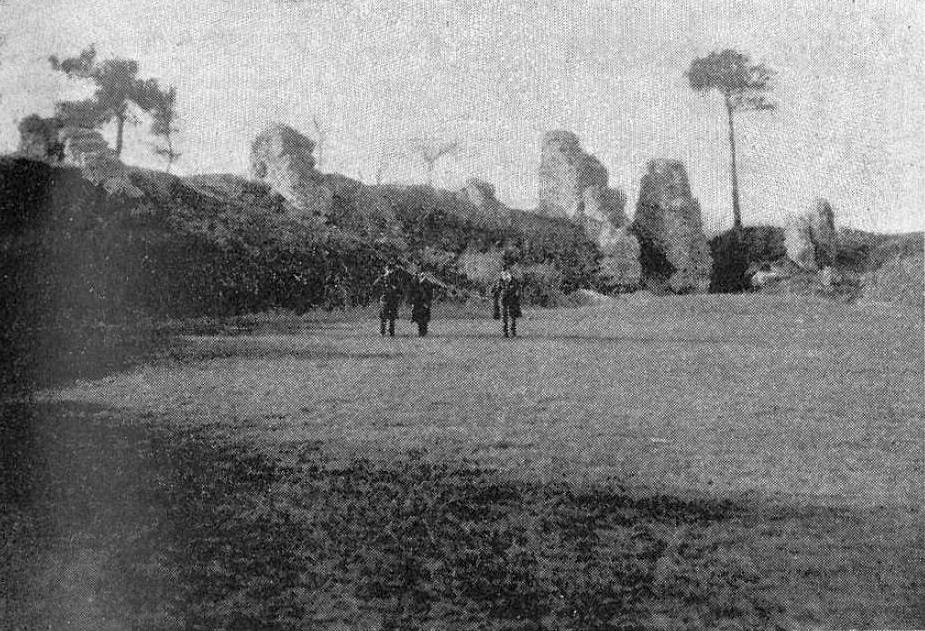
Photographie de l'amphithéâtre en 1921
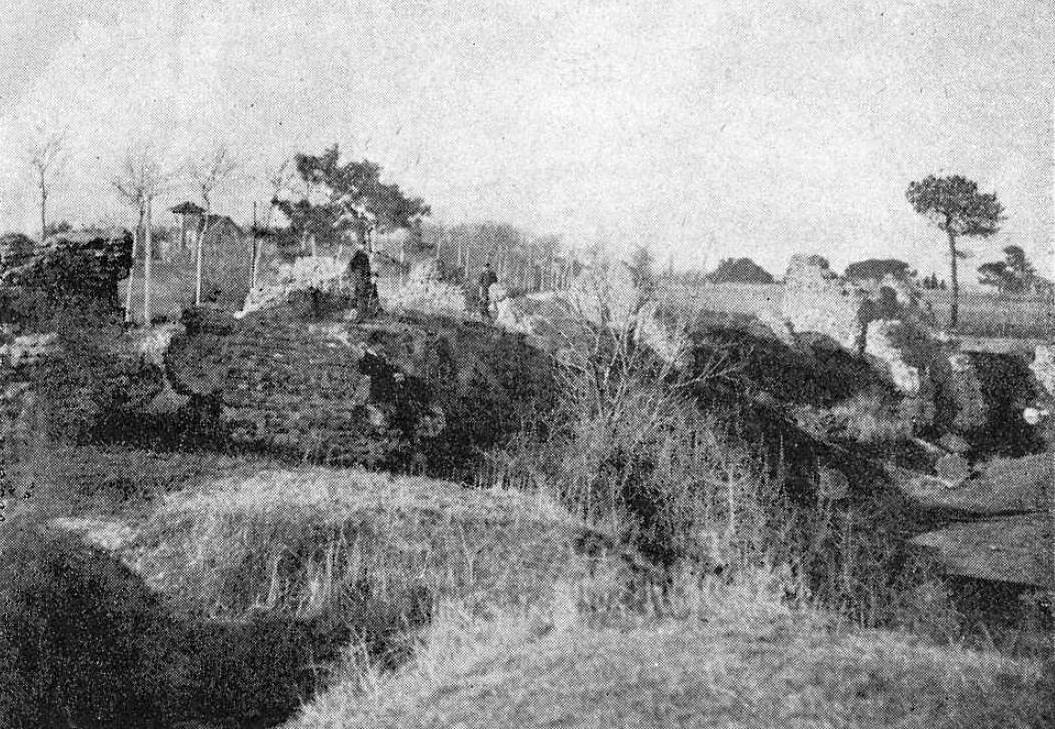
Photographie de l'amphithéâtre en 1921

### Historique des fouilles

#### 1878: premières reconnaissances archéologiques
Les premières fouilles de l'amphithéâtre sont réalisés en 1878 par Théodore de Sevin, un notable toulousain,. Elles permettent de réaliser le premier relevé précis du monument après le dégagement du mur du podium et du carcer sud-ouest (salle D), alors interprété comme un caveau.

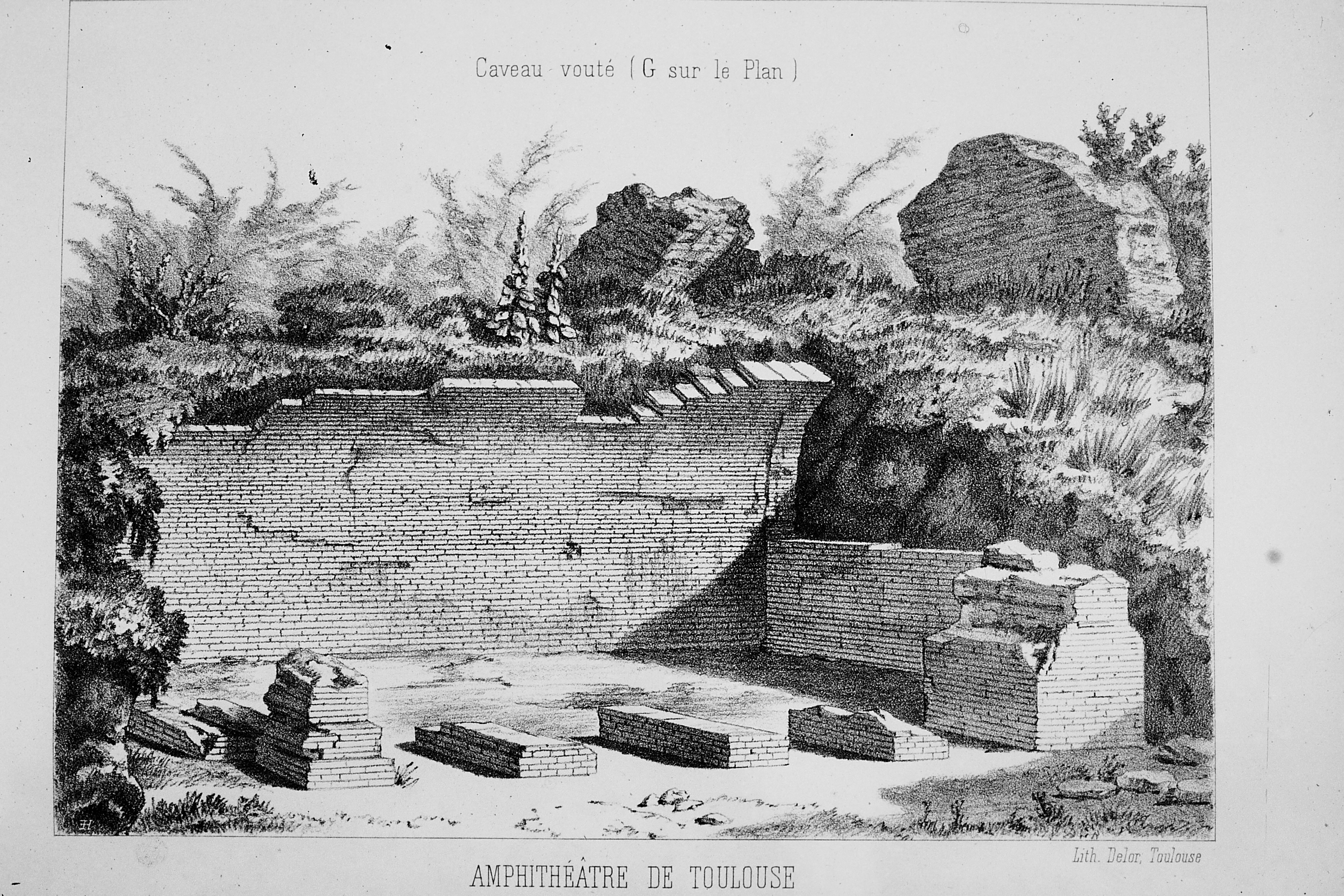
Représentation du carcer interprété comme un "caveau", Th. de Sevin, 1880.
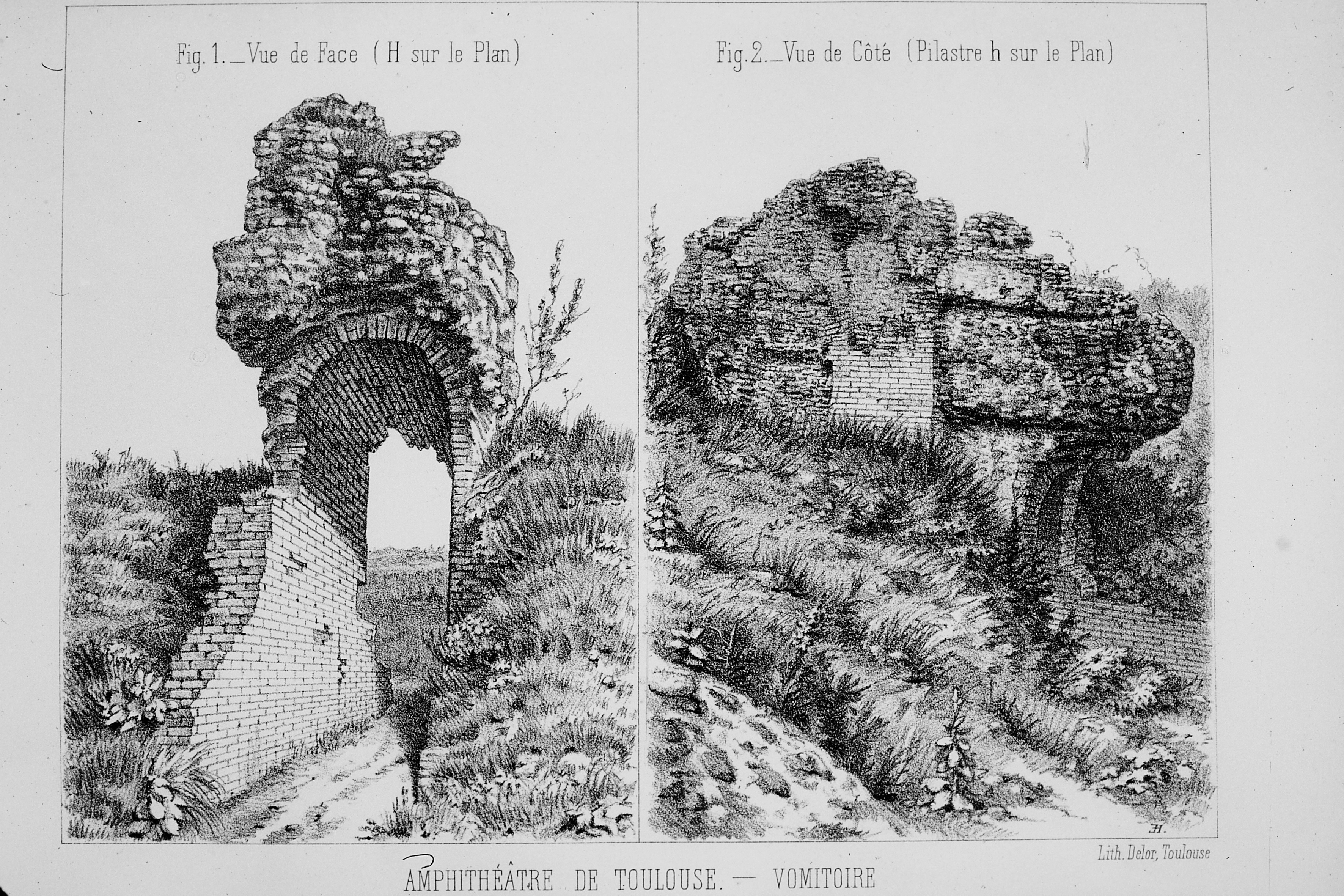
Représentation d'un vomitorium, Th. de Sevin, 1880.
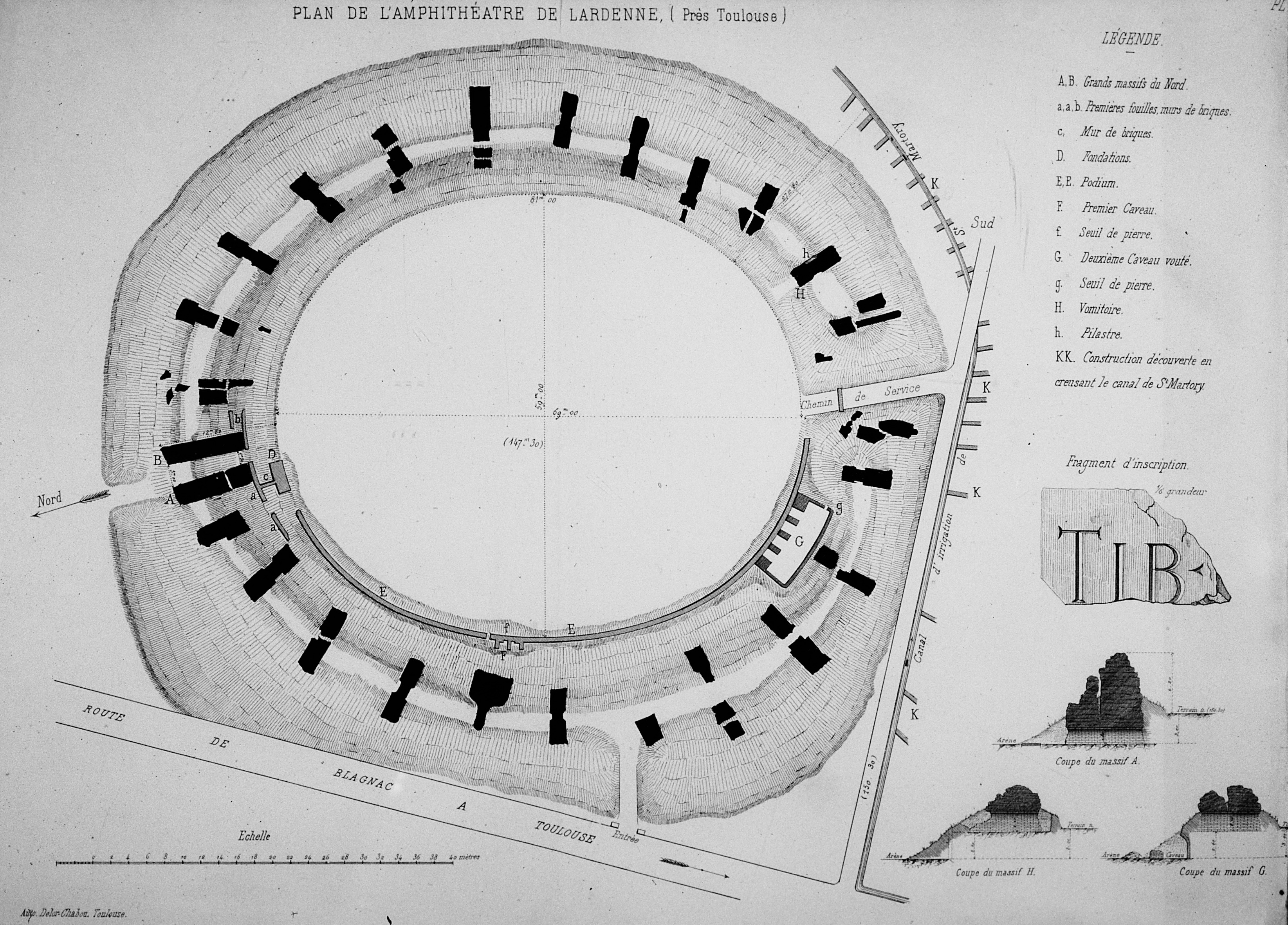
Plan des vesties par Th. de Sevin, 1880.

#### 1961-1962: interventions ponctuelles
Plusieurs sondages sont réalisés par Michel Labrousse et Sylvain Stym-Popper en 1961, et par Gérard Villeval en 1962 et permettent de comprendre les fondations de la structure.

#### 1983-1987: fouille programmée
Au début des années 1980, le site, qui sert de décharge sauvage, est nettoyé par des associations locales. En 1983, la mairie programme une campagne de fouilles de quatre ans qui est confiée à l'Université de Toulouse-Le Mirail. L'utilisation d'engins mécaniques, tels que des tractopelles, améliorant la rapidité des fouilles, fait débat. Durant 4 ans, de nombreuses organisations collaborent aux fouilles : direction des Antiquités de Midi-Pyrénées, ville de Toulouse (musée Saint-Raymond essentiellement, mais aussi services des Jardins et espaces verts et même pompiers prêtant leur échelle pour réaliser des prises de vue), Association des fouilles archéologiques nationales, Institut de recherche sur l'architecture antique, mais aussi entreprises (Sagné pour l'étayable des blocs, Buzzichelli pour les déplacer à l'aide d'une grue) et même gendarmerie et hôpital de Purpan pour le prêt d'hélicoptère afin de réaliser des photographies aériennes.

#### 1990, 2002: Interventions complémentaires
Deux opérations complémentaires sont menées afin d'étudier le lien entre le vomitoire XIX et la salle E située sous la cavea. Il a également bénéficié d'un programme de restauration.

## Architecture
L'architecture de l'amphithéâtre est caractérisée par l'utilisation de la brique et d'une structure pleine. 

### Description
La longueur totale de l'édifice est de 115 m, tandis que l'arène, en forme d'amande, mesure 62 mètres pour son axe nord-sud et 46 mètres pour son axe est-ouest. Sur l'axe nord-sud sont ouvertes deux entrées monumentales, larges de 4,20 mètres et couvertes de hautes voûtes. L'entrée nord a été fouillée, et correspond à une entrée monumentale en pente. Plusieurs salles ayant pu servir de carceres sont ouvertes sur l'arène. Elles sont situées aux extrémités de l'axe est-ouest ainsi que de part et d'autre des entrées principales. Certaines salles comportent des entrées secondaires.  
La cavea est large de 15 mètres, et supporte deux maeniana (volées de gradins). Les gradins situés au-dessus des grandes entrées nord et sud étaient peut-être maçonnés, contrairement aux autres qui devaient être en bois. Vingt-deux vomitoires ouvrent sur la cavea. Les vomitoires sont larges de 1,10 m pour une hauteur de 1,80 m.
La façade comporte une série d'exèdres, et se rapproche de celles des amphithéâtres d'Avenches (Auenticum) et d'Ivrée (Eporedia). Les exèdres sont alternativement aveugles et ouvertes d'entrées menant aux vomitoires.
L'évacuation des eaux de pluie se fait par un réseau de drains, qui rejoint un puisard creusé jusqu'à la nappe phréatique, 3 mètres sous le niveau de circulation.

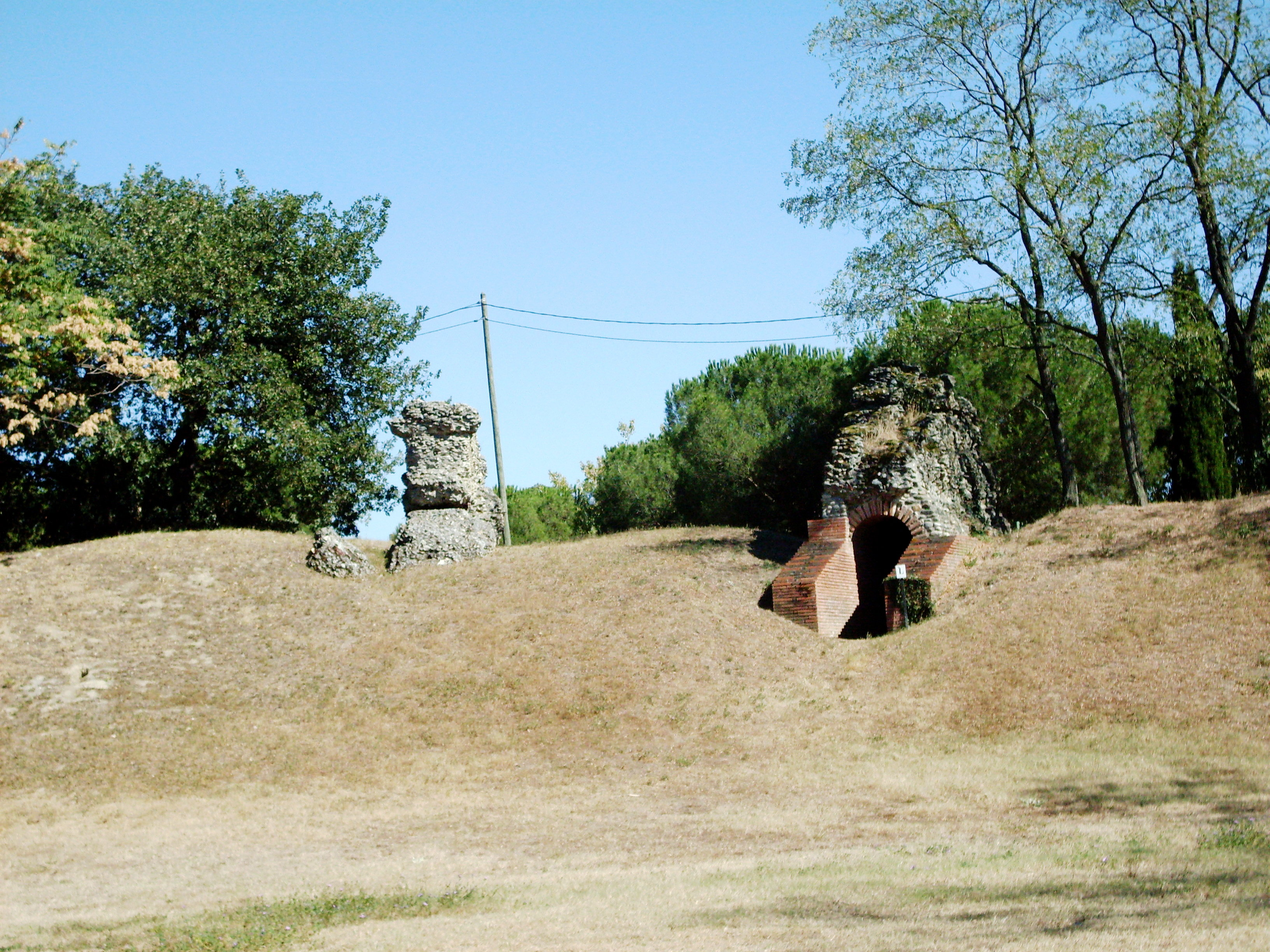
L'amphithéâtre et le vomitoire dégagé.
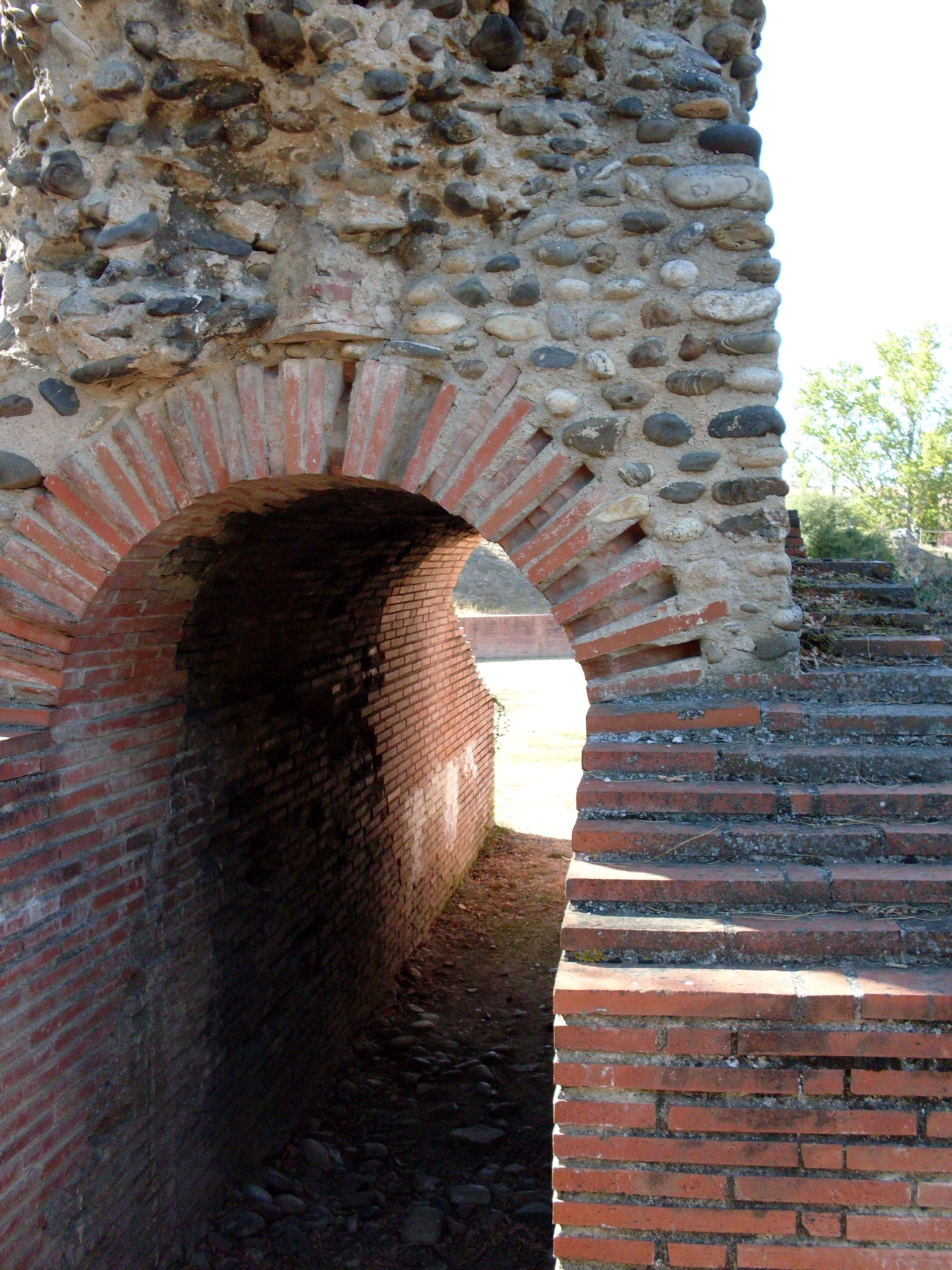
Un vomitoire.
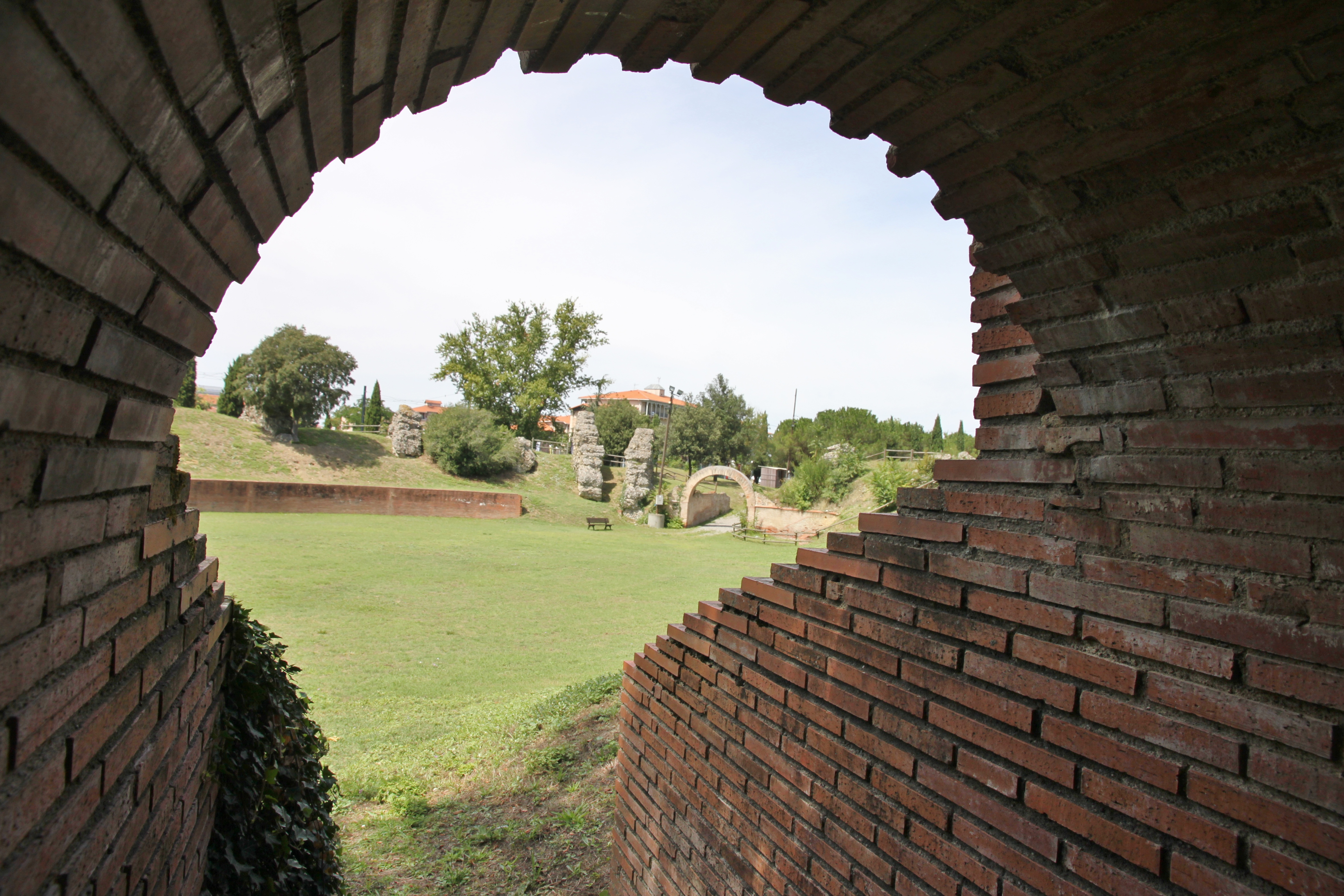
Vue de l'arène à travers un vomitoire.

### Techniques de construction
L'amphithéâtre de Toulouse est un monument à structure pleine. Il n'est donc pas construit sur un terrain plat, mais l'arène est creusée sur environ 2,5 mètres et la cavea s'appuie partiellement sur les déblais rejetés sur son pourtour,. Cette technique de construction a également été employée pour les amphithéâtres de Pompéi ou de Mérida.    
La structure est réalisée en briques. L'usage de la brique est l'une des particularités de ce monument. Six ateliers au moins sont attestés par des estampilles. Certaines permettent de reconnaître des ateliers ayant fabriqué des briques employées dans la construction du rempart de Tolosa et du théâtre. Des caissons délimités par des murs de brique sont remplis d'opus caementicium à l'aplomb des vomitoires, et de remblais de terre et de galets sous la cavea. La structure est renforcée par des contreforts au niveau des vomitoires.

## Objets provenant de l'amphithéâtre
Le matériel archéologique découvert dans l'amphithéâtre comporte, entre autres, des tessons de gobelets à paroi fine du Ier siècle provenant de Montans ou de Galane, un manche de canif orné d'un gladiateur, des fragments de vases ornés de rinceaux végétaux. On compte également plusieurs pièces de monnaie, en particulier un as de Claude trouvé dans le remblai de la cavea, un dupondius de Vespasien frappé en 74, ainsi que onze monnaies datées du IVe siècle dans la dernière couche d'occupation,.

### As de Claude
Un as de Claude frappé entre 41 et 50 provient de l'amphithéâtre (Musée Saint-Raymond, inv. 87.5.4),. L'avers comporte la tête de Claude, avec la légende "TI CLAVDIVS CAESAR AVG PM TR P IMP" et le revers la Liberté tenant le pileus ainsi que la légende "LIBERTAS AVGVSTA" S-C. 

### Manche de canif représentant un gladiateur
Un manche de canif provient de l'entrée d'un des vomitoires (Musée Saint-Raymond, inv. 87.7.1). Il est en os, daté du Ier siècle ou du premier quart du IIe siècle, et mesure 5,3 cm de hauteur. Il représente un gladiateur dont seule la partie droite est conservée. Le personnage porte l'équipement d'un gladiateur thrace (épée courte, bouclier long, manica). 

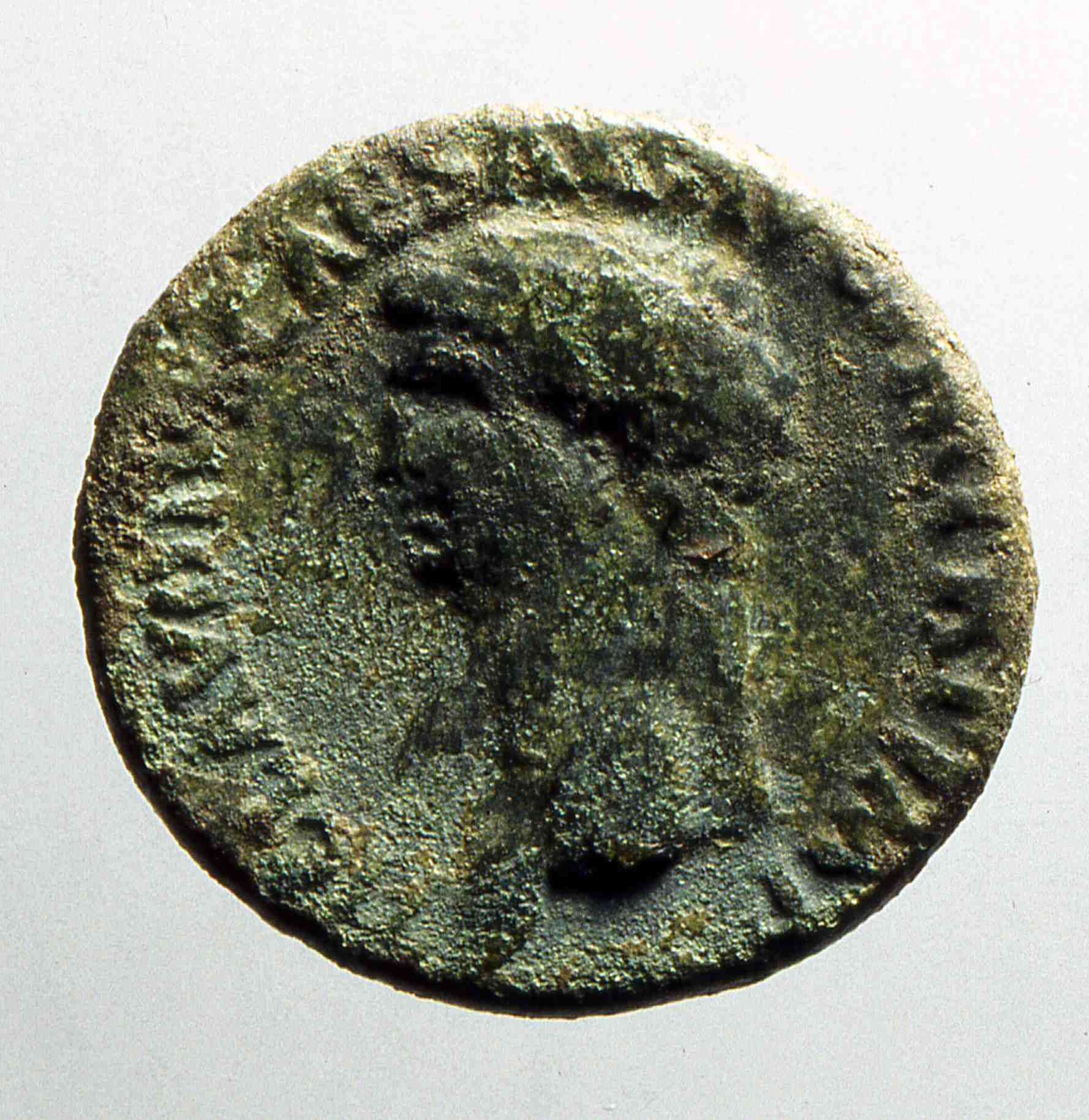
As de Claude. Avers: tête de Claude
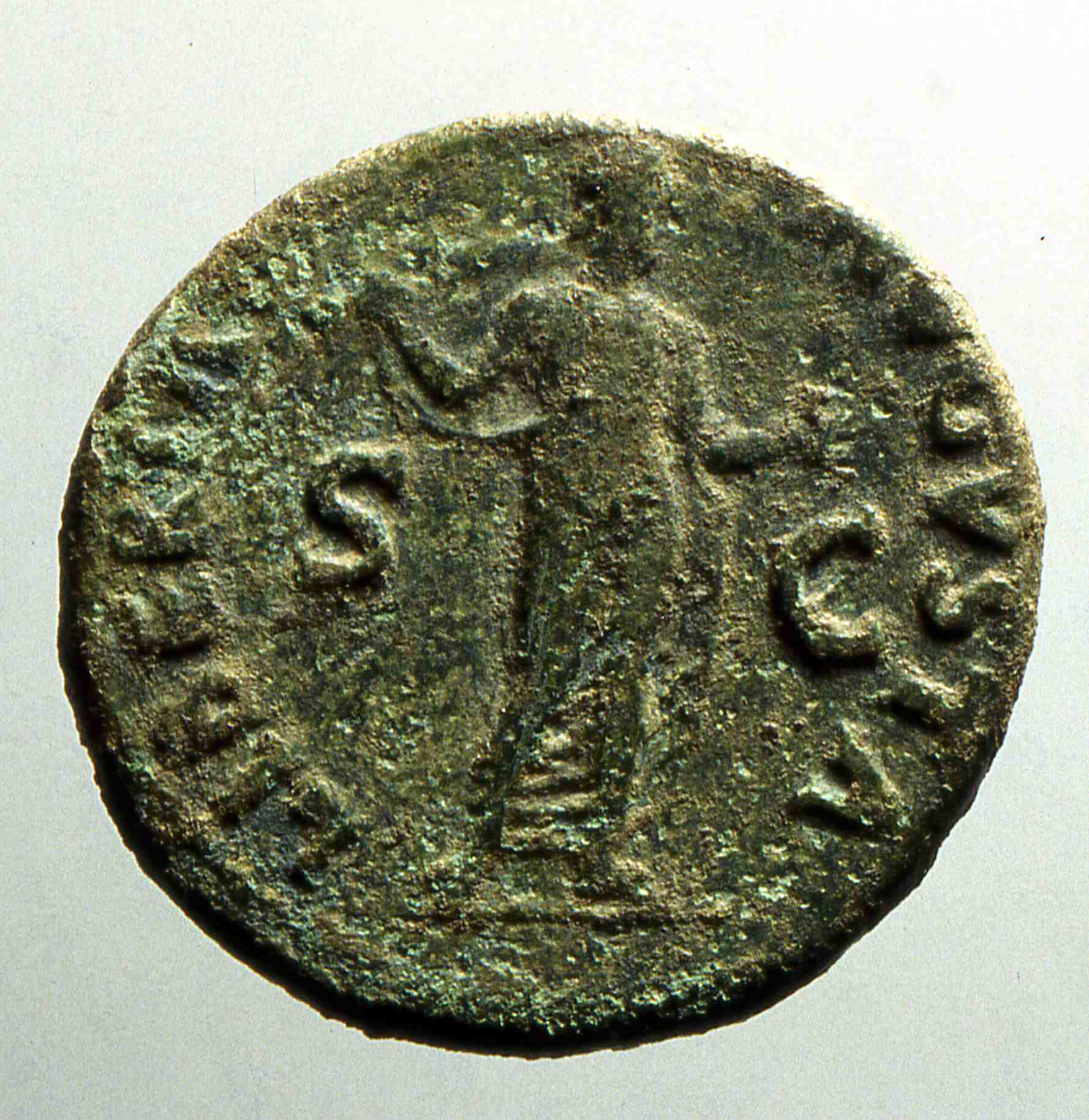
As de Claude. Revers: Liberté tenant le pileus
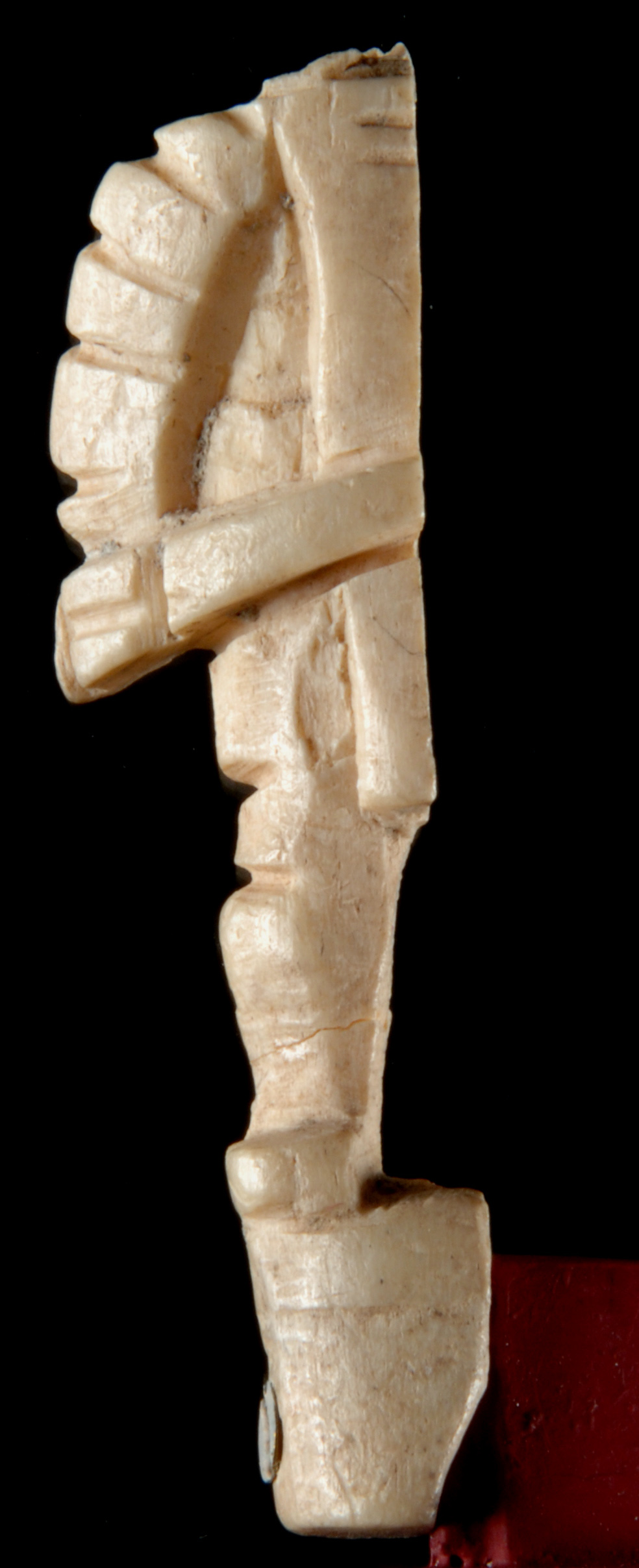
Manche de couteau